# Herr der Gezeiten
Herr der Gezeiten (Originaltitel: The Prince of Tides) ist ein US-amerikanisches Filmdrama aus dem Jahr 1991. Der Film basiert auf dem  Roman „Herren der Insel“ (im Original ebenfalls The Prince of Tides) von Pat Conroy aus dem Jahr 1986. Die Regie führte Barbra Streisand, das Drehbuch schrieben Pat Conroy und Becky Johnston. Die Hauptrollen spielten Barbra Streisand und Nick Nolte.

## Handlung
Der beruflich frustrierte Lehrer und American-Football-Trainer Tom Wingo erlebt eine Ehekrise. Seine Frau Sallie betrügt ihn. Seine in New York City lebende Zwillingsschwester Savannah, eine anerkannte Dichterin, unternimmt einen erneuten Selbstmordversuch. Tom fährt nach New York, um sich um seine Schwester zu kümmern.
Er spricht mit der Psychiaterin seiner Schwester, Dr. Susan Lowenstein, die vermutet, dass die Ursache für die psychischen Probleme von Savannah, die unter einer dissoziativen Störung leidet,  in deren Kindheit liegen. Sie will, dass Tom ihr über diese Kindheit erzählt, da Savannah sich an viele Dinge nicht erinnern kann.
Tom erzählt über seinen despotischen Vater, seine exzentrische Mutter und seinen inzwischen verstorbenen älteren Bruder. Bald wird Tom klar, dass diese Gespräche auch für ihn selbst eine Therapie darstellen, wogegen er sich zunächst sträubt. Auch er selbst litt sehr in seiner Kindheit. Im Gegensatz zu seiner Schwester kann er sich an die Ereignisse erinnern, weicht aber dem damit verbundenen Schmerz aus.
Susan und Tom nähern sich an. So erfährt er, dass auch Susans Ehe kriselt. Lowenstein bittet Tom darum, ihren Sohn Bernard Woodruff zu trainieren, welcher sich ebenfalls in einer schwierigen Lebensphase befindet. Er rebelliert gegen die analysierende Mutter und unterwirft sich dem egomanischen Vater, einem berühmten Violinvirtuosen.
Im Zuge all dieser Ereignisse ist Tom schließlich bereit, sich zu öffnen, und erzählt Susan von einem jahrelang verdrängten, traumatischen Ereignis. Eines Tages überfielen drei ausgebrochene Sträflinge das Haus der Familie Wingo; Tom, Toms Mutter und Savannah wurden vergewaltigt. Sein älterer Bruder erschoss zwei der Einbrecher, seine Mutter tötete den dritten. Sein zu dieser Zeit abwesender Vater und die Polizei erfuhren nie von dem Geschehen – Mutter und Kinder beseitigten die Leichen und alle Spuren.
Nach langer Abwesenheit kehrt Susans Ehemann, Herbert Woodruff, zurück nach Hause. Er ist strikt gegen das Footballtraining seines Sohnes und macht auch keinen Hehl aus seiner Abneigung gegen Tom. Dennoch lädt er ihn zu einem Abendessen in sein Haus ein. Die Situation eskaliert. Tom zwingt Woodruff sich zu entschuldigen. Anschließend verlassen Tom und Susan das Haus. Die beiden beginnen eine Affäre.
Tom und Susan verlieben sich ineinander. Ihr Miteinander ist sehr innig, wird jedoch von der Tatsache überschattet, dass Toms Ehe nicht wirklich zerrüttet ist und Lowenstein befürchtet, dass Toms Ehefrau diese weiterführen möchte. Savannah wird aus dem Krankenhaus entlassen, sie widmet ihrem Bruder ihre neueste Gedichtsammlung und nennt ihn darin ihr Gedächtnis.
Wie erwartet meldet sich Toms Frau und er ist nun dazu bereit, zu seiner Familie zurückzukehren. Susan hat zwar damit gerechnet, leidet aber sehr darunter. Tom kehrt in seine Heimatstadt zurück, seine Ehe bessert sich und er hat Erfolg im Beruf. Ironischerweise ermöglichte ihm das erst die Beziehung zu Lowenstein.

## Kritiken
Roger Ebert schrieb in der Chicago Sun-Times vom 24. Dezember 1991, Barbra Streisand habe mit dem Film bewiesen, eine gute Regisseurin zu sein. Er lobte stark die Darstellung von Nick Nolte.
Rita Kempley bezeichnete in der Washington Post vom 25. Dezember 1991 die Darstellung von Nick Nolte als galant (chivalrously), das Spiel von Jason Gould als versprechend. Sie schrieb, die Handlung des Schauerromans sei auf Drängen von Streisand in eine Mischung von einem Psychodrama mit einem Liebesfilm im Hollywood-Stil verwandelt worden.

## Auszeichnungen
Der Film wurde bei der Oscarverleihung 1992 in sieben Kategorien nominiert, konnte aber keinen Preis gewinnen:
- Bester Film
- Nick Nolte als Bester Hauptdarsteller
- Kate Nelligan als Beste Nebendarstellerin
- Bestes adaptiertes Drehbuch
- Stephen Goldblatt für die Beste Kamera
- James Newton Howard für die Beste Filmmusik
- Bestes Szenenbild

Nick Nolte gewann 1992 den Golden Globe Award, Barbra Streisand als Regisseurin und der Film als Bestes Filmdrama wurden für den Golden Globe nominiert. Nick Nolte gewann 1991 den Boston Society of Film Critics Award und den Los Angeles Film Critics Association Award. Barbra Streisand wurde 1992 für den Directors Guild of America Award nominiert. Das Drehbuch wurde 1992 für den Writers Guild of America Award nominiert. Stephen Goldblatt wurde 1992 für den American Society of Cinematographers Award nominiert.

## Buchvorlage
- Pat Conroy: Die Herren der Insel, Roman (übersetzt von Hartmut Zahn und Christel Rost), Lübbe, Bergisch Gladbach, 1995, ISBN 3-404-25241-1 (= Bastei-Lübbe-Taschenbuch, Band 25241 Sonderband).